# The Ultimate Fighter: Team Hughes vs. Team Franklin Finale
The Ultimate Fighter: Team Hughes vs. Team Franklin Finale é um evento de artes marciais mistas promovido pelo Ultimate Fighting Championship, ocorrido em 5 de novembro de 2005 no Hard Rock Hotel and Casino em Paradise, Nevada.
O evento marcou as finais do The Ultimate Fighter 2 e também o confronto entre Nick Diaz e Diego Sanchez.

## Resultados
Nota 1 Final do The Ultimate Fighter 2 no peso-pesado.

Nota 2 Final do The Ultimate Fighter 2 no peso-meio-médio.